# Bernardo Morales San Martín
Bernardo Morales San Martín (El Cabanyal, Valencia, 24 de abril de 1864 - Valencia, 7 de enero de 1947), fue un dramaturgo, novelista, compositor y periodista español.

## Biografía
Era hijo del pintor y escultor Bernardo Morales Soriano. Desde muy joven mostró interés por la literatura y la música, estudiando al Conservatorio de Valencia. También estudió las carreras de Derecho y Farmacia. Pronto conectó con los precursores de la Renaixença valenciana, relacionándose con el grupo de jóvenes más brillantes de Lo Rat Penat. La literatura y la música serían sus principales actividades, a las cuales se dedicó de manera profesional y prioritaria, compaginándolas con la actividad de farmacéutico, con la cual llegaría a ser responsable de sanidad de la comarca de Huerta Norte. Cuando todavía estaba estudiando fue premiado varias veces en los certámenes de Lo Rat Penado, entre otros con una Historia del Monte de Santa Maria y con la novela Flor de Pecado. Y en los Juegos Florales de Valencia fueron premiados sus estudios Influencia del genio árabe en la cultura y progreso de Valencia, Historia del Puig de Santa María, y otras.
Como periodista colaboró con el diario El Mercantil Valenciano, donde firmaba sus crónicas con el seudónimo de Fidelio. Por el mero hecho de haber pertenecido a la redacción de este diario fue motivo suficiente para ser represaliado por el régimen del general Franco una vez acabada la guerra civil española. También trabajó para otras revistas y periódicos de Valencia, Barcelona y Madrid, como por ejemplo La Degolla, El Cuento del Dumenche, La Traca Nueva, Anunciador Valencià y Pensat i Fet.
De ideología republicana dejó constancia en sus artículos y discursos de su compromiso con la educación y el civismo de los individuos, y defendió la enseñanza y el conocimiento con contenido ético. Ocupó varios cargos académicos, entre ellos lo de profesor de Historia de la Literatura Dramática al Conservatorio de Valencia. El año 1926, a raíz de la creación al si de Real Academia Española de secciones para las otras tres lenguas habladas en España fue nombrado corresponsal, junto con el padre Lluís Fullana, que fue nombrado académico.
El año 1910 fundó con Vicent Miguel Carceller la revista El Conte Valencià, donde publicaría narraciones de autores valencianos, catalanes y, como novedad, narraciones de autores extranjeros de prestigio traducidas al catalán. Solo se publicaron doce números. Su contribución a la narrativa en catalán hecha en Valencia puede considerarse de gran valor, en un momento en que la práctica totalidad de los literatos valencianos en catalán cultivaban en exclusiva la poesía. El año 1908 publicó la novela corta Cadireta d'or, que tuvo gran éxito y que fue reeditada en varias ocasiones. El 1910 publicó en la Biblioteca Popular de l'Avenç un volumen con 6 narraciones cortas bajo el título Idilis levantins. Una de las narraciones incluidas, La Promesa, fue traducida al francés. El hecho que no tuviera una producción novelística en catalán más numerosa continúa siendo una incógnita, dado que publicaba con bastante asiduidad en Barcelona. Dejó también una importante producción novelística en castellano, constituida por más de una veintena de títulos. Aunque con matices, su obra pertenece a la corriente naturalista con ciertos recursos del simbolismo en su última etapa, en que hace una narrativa más experimental (El enigma de lo imposible (1920), Eva inmortal (1919) y El ocaso del Hombre (1920)). Quizás lo más destacado de su narrativa sean las obras de ambientación valenciana, tanto rural como urbana, y de entre todas ellas La Rulla (1905), que en palabras de Soler y Godes «Aunque escrita en castellano, [...] es una novela valenciana por los cuatro lados...». En estas obras se detectan puntos de contacto con Vicente Blasco Ibáñez. Sin embargo, a pesar de que los dos autores pertenecen a la misma generación y su posicionamiento ideológico es parecido, Morales San Martín escribe cuando se inicia el siglo XX y en contacto con las nuevas corrientes artísticas contemporáneos, como por ejemplo el psicologismo, el modernismo, el simbolismo o el expresionismo.
Influido por la obra de Rafael Martí Orberà escribió varias obras de teatro dramático, alejadas por el estilo y el tema del habitual sainete, con el cual se identificaba el teatro valenciano de la época escrito en catalán. En La Borda, Raza de lobos y La madre tierra —todas ellas traducidas posteriormente por el autor al castellano— plantea un tipo de drama rural a la altura del mejor teatro de Àngel Guimerà, Jacinto Benavente, Pirandello o Hugo Betti. La madre Tierra fue un gran éxito, y presenta en el contexto de la emigración valenciana en América un teatro que inserta el elemento político y social como ingrediente del drama. La pretensión de renovación del teatro valenciano se profundiza con La Borda. Basada posiblemente en hechos reales, relata la peripecia de una inocente mujer víctima de una dramática broma orquestada por todo un pueblo. Aquí «el autor ha creado [...] un texto literario que trasciende el hecho en sí de la farsa desde el momento que la contextualiza mediante un conjunto de símbolos, esperpénticos y expresionistas, y nos la convierte en una situación de abuso de poder carecido de caridad».
Como músico compuso algunas zarzuelas, suites, varias piezas para piano y canciones, algunas de ellas premiadas a la Exposición Valenciana de 1909.
Bernardo Morales San Martín pasó sus últimos años en una situación de pobreza extrema, aislado completamente del mundo literario y del espectáculo. Murió en Valencia, el 7 de enero de 1947, a la edad de 82 años.